# Rodoszi kolosszus

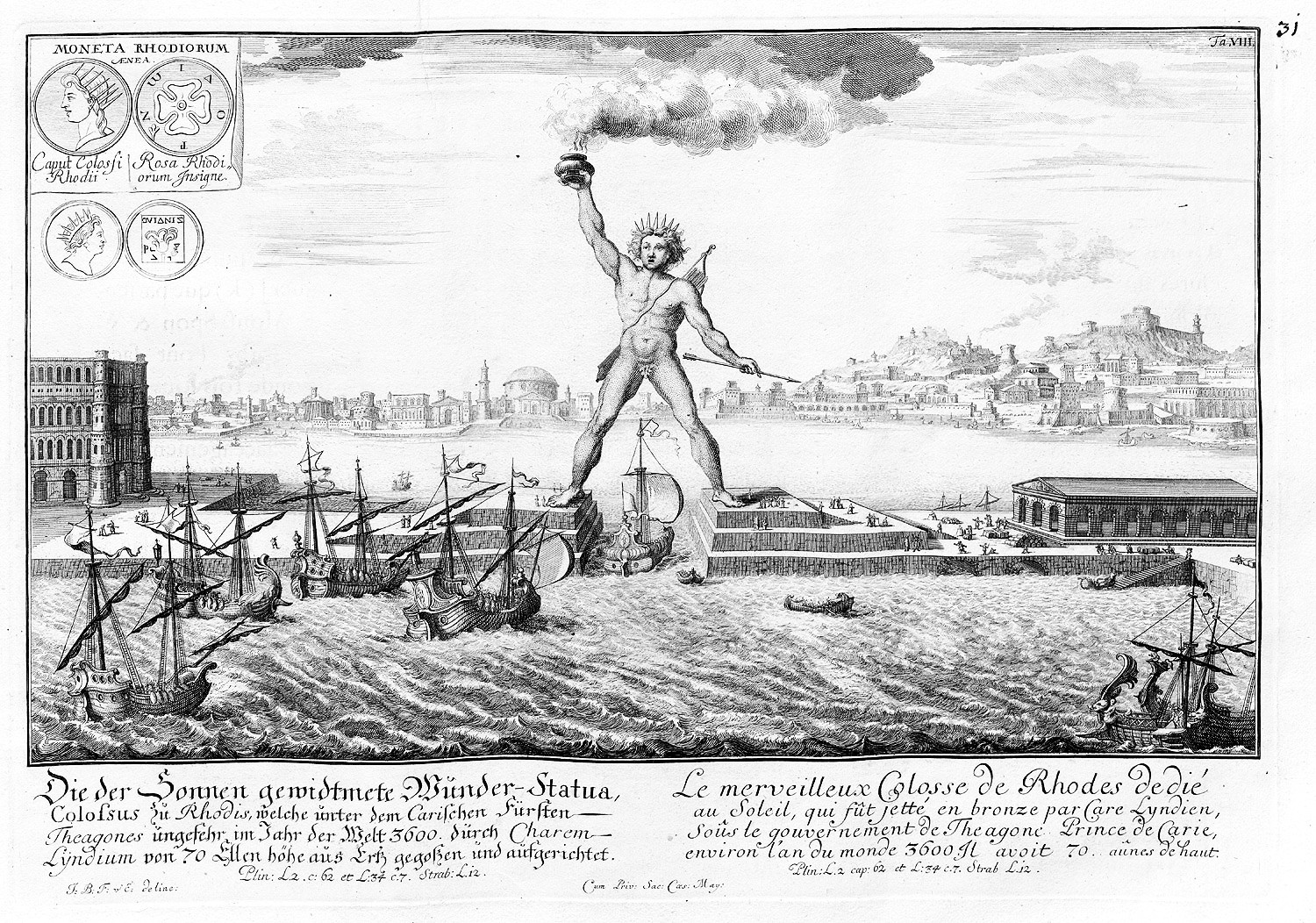
A rodoszi kolosszus ábrázolása 1721-ből

A rodoszi kolosszus Héliosz, a mindent látó fényes napisten óriási méretű szobra volt Rodosz városában. A világ hét csodája közül hatodikként tartották számon. A szobor ókori források szerint 70 könyök magas volt, azaz semmiképp sem magasabb 33-35 méternél.  A rejtélyes és hatalmas emlékmű tényleges elhelyezkedése máig vita tárgya a történészek között.

## Építése
A Rodosz szigetének északkeleti csücskén lévő kikötőben  i. e. 280-ra elkészült szobor építésekor azért esett Héliosz istenre a választás, mert a monda szerint Zeusz legkisebb fia, miután apja, Zeusz főisten felosztotta a világot gyermekei között, kimaradt a felosztásból. Kárpótlásul azt kérte apjától, hogy adja neki Rodosz szigetét, amelynek neve rózsát jelent. Így a rodoszi nép Hélioszhoz imádkozott.
Az építkezés i. e. 302-ben kezdődött. Az építőmester, Kharész egy vasszerkezetet készített, amelyet agyaggal vontak be. A belső szerkezet kialakítása után a művet egy földhányással vették körbe, hogy a félig kész szoborra ráhelyezhessék a bronzból készült fémlapokat. A szobor belsejét kövekkel tömték meg, hogy ellenálljon az időjárás viszontagságainak. A szobrot eredetileg 18 méteresre tervezték, de végül 36 méteresre építették meg.

## Építésének okai
Kr. e. 308-ban Rodosz fontos kereskedelmi központ volt, amely elsősorban I. Ptolemaiosz fáraóval állt szövetségben. Az Antigonida makedón birodalom nem nézte jó szemmel ezt a szövetséget, és az Egyiptom ellen indított hadjáratakor kérte Rodosz polgárait, hogy álljanak az ő oldalukra.  A rodoszi elutasítást követően Kr. e. 305-ben a makedónok Démétriosz irányítása alatt ostrom alá vették a várost, amely főleg erős falainak köszönhetően ellenállt az ostromnak.
Démétriosz – látva, hogy a hagyományos módon nem járhat sikerrel – egy hatalmas gépezetet épített. A szerkezet a városok rombadöntője, vagyis a Helepolisz elnevezést kapta. 
Ez a romboló monstrum 44 méter magas volt, és kilenc fakeréken gördült. A feljegyzések szerint 430 ember vontatta a szerkezetet a város alá, amelynek belsejében olyan katapultok voltak elhelyezve, amelyek óriási sziklatömböket tudtak eljuttatni a falakon túlra. Az óriási szerkezet első bevetésén teljes sikert aratott. A rodoszi polgárok városuk istenéhez, Hélioszhoz imádkoztak segítségért és a várfal elé egy mély gödröt ástak, amelyet faágakkal és földdel álcáztak. Másnap reggel a katonák közelebb tolták a falhoz Helepoliszt, amelynek első kerekei megbillentek, és a szerkezet mozdíthatatlanná vált. Ezen felül elzárta azt a nyílást, amelyet az előző nap sikerült a város falába ütni. Ezt követően Démétriosz feladta az ostromot.
Városuk megmenekülését imáik meghallgatásának vélték, és az ostromgép maradványaiból felépítették a kolosszust.

## A szobor leírása
A kolosszus bronzból épült és kövekkel volt kitömve. Állítólag a város tenger felőli bejáratánál állt, az egyik lábával az egyik parton, a másikkal a másikon. Ezt később megcáfolták, mivel így az építés idejére le kellett volna zárni a kikötőt, és mivel igen fontos kikötő volt, a város ezt nem engedhette volna meg. Néhány feljegyzés szerint mikor összedőlt, házakra zuhant, így valószínűleg egy dombtetőn állhatott. Ezután terjedt el az a tévhit, hogy a kikötő fölött állt.
A szobor építésénél – a feljegyzésekből tudjuk – 15 tonna bronzot és 9 tonna vasat használtak fel. Maga a szobor 33-35 méter magas volt, és egy 15 méteres talapzaton állt. Így magassága (talapzattal) körülbelül akkora lehetett, mint a New York-i Szabadság-szobor talapzat nélkül.
Kr. e. 225-ben erős földrengés rázta meg Rodoszt, a szobor egyik lába összetört, és ennek a következtében maga a szobor is összedőlt. Rodosz lakosai újra akarták építeni, sőt, III. Ptolemaiosz fáraó anyagi segítséget ajánlott fel, de a városban levő orákulum ezt megtiltotta. 653-ban, amikor az arabok meghódították Rodosz szigetét, a kolosszus maradványait eladták egy szíriai zsidónak, aki a monda szerint 900 tevén szállította el őket.